# أصحاب القرية
أصحاب القرية هم قومٌ ورد ذكرهم في الكتاب المقدس والقرآن الكريم وورد ذكرهم في القرآن بأسم قوم يس، وورد في القرآن قول الله : ﴿وَاضْرِبْ لَهُمْ مَثَلًا أَصْحَابَ الْقَرْيَةِ إِذْ جَاءَهَا الْمُرْسَلُونَ ۝١٣﴾.

## أصحاب القرية في القرآن
قال الله تعالى: ﴿وَاضْرِبْ لَهُمْ مَثَلًا أَصْحَابَ الْقَرْيَةِ إِذْ جَاءَهَا الْمُرْسَلُونَ ۝١٣ إِذْ أَرْسَلْنَا إِلَيْهِمُ اثْنَيْنِ فَكَذَّبُوهُمَا فَعَزَّزْنَا بِثَالِثٍ فَقَالُوا إِنَّا إِلَيْكُمْ مُرْسَلُونَ ۝١٤ قَالُوا مَا أَنْتُمْ إِلَّا بَشَرٌ مِثْلُنَا وَمَا أَنْزَلَ الرَّحْمَنُ مِنْ شَيْءٍ إِنْ أَنْتُمْ إِلَّا تَكْذِبُونَ ۝١٥ قَالُوا رَبُّنَا يَعْلَمُ إِنَّا إِلَيْكُمْ لَمُرْسَلُونَ ۝١٦ وَمَا عَلَيْنَا إِلَّا الْبَلَاغُ الْمُبِينُ ۝١٧ قَالُوا إِنَّا تَطَيَّرْنَا بِكُمْ لَئِنْ لَمْ تَنْتَهُوا لَنَرْجُمَنَّكُمْ وَلَيَمَسَّنَّكُمْ مِنَّا عَذَابٌ أَلِيمٌ ۝١٨ قَالُوا طَائِرُكُمْ مَعَكُمْ أَئِنْ ذُكِّرْتُمْ بَلْ أَنْتُمْ قَوْمٌ مُسْرِفُونَ ۝١٩ وَجَاءَ مِنْ أَقْصَى الْمَدِينَةِ رَجُلٌ يَسْعَى قَالَ يَا قَوْمِ اتَّبِعُوا الْمُرْسَلِينَ ۝٢٠ اتَّبِعُوا مَنْ لَا يَسْأَلُكُمْ أَجْرًا وَهُمْ مُهْتَدُونَ ۝٢١ وَمَا لِيَ لَا أَعْبُدُ الَّذِي فَطَرَنِي وَإِلَيْهِ تُرْجَعُونَ ۝٢٢﴾﴿أَأَتَّخِذُ مِنْ دُونِهِ آلِهَةً إِنْ يُرِدْنِ الرَّحْمَنُ بِضُرٍّ لَا تُغْنِ عَنِّي شَفَاعَتُهُمْ شَيْئًا وَلَا يُنْقِذُونِ ۝٢٣ إِنِّي إِذًا لَفِي ضَلَالٍ مُبِينٍ ۝٢٤ إِنِّي آمَنْتُ بِرَبِّكُمْ فَاسْمَعُونِ ۝٢٥ قِيلَ ادْخُلِ الْجَنَّةَ قَالَ يَا لَيْتَ قَوْمِي يَعْلَمُونَ ۝٢٦ بِمَا غَفَرَ لِي رَبِّي وَجَعَلَنِي مِنَ الْمُكْرَمِينَ ۝٢٧ وَمَا أَنْزَلْنَا عَلَى قَوْمِهِ مِنْ بَعْدِهِ مِنْ جُنْدٍ مِنَ السَّمَاءِ وَمَا كُنَّا مُنْزِلِينَ ۝٢٨ إِنْ كَانَتْ إِلَّا صَيْحَةً وَاحِدَةً فَإِذَا هُمْ خَامِدُونَ ۝٢٩﴾ [يس:23–29]

## آراء العلماء المسلمين حول أصحاب القرية
- قال أكثر المفسرين عن ابن عباس هي (انطاكية) وكذا روى عن بُرَيدة بْنِ الحُصَيب، وعِكْرِمَة، وَقَتَادَةَ، وَالزُّهْرِيِّ، وهي مدينة بالشام متاخمة لبلاد اليونان [2] وأن الثلاثة المرسلين إليهم من رسل عيسى عليه السلام.
- ظاهر القصة يدل على أن الثلاثة المرسلين هم رسل الله لا من جهة المسيح.
- ﴿إذْ أرْسَلْنا إلَيْهِمُ اثْنَيْنِ فَكَذَّبُوهُما﴾ الاثنين على ثلاثة أقاويل: أحَدُها: أنَّهُما شَمْعُونُ ويُوحَنّا، قالَهُ شُعَيْبٌ. الثّانِي: صادِقٌ وصَدُوقٌ، قالَهُ ابْنُ عَبّاسٍ وكَعْبُ الأحْبارِ ووَهْبُ بْنُ مُنَبِّهٍ.[3] الثّالِثُ: سَمْعانُ ويَحْيى، حَكاهُ النَّقّاشُ.[4]
- يقول الحافظ ابن كثير: أن أهل أنطاكية لما بعث إليهم المسيح ثلاثة من الحواريين كانوا أول مدينة آمنت بالمسيح عيسى وبرسالته في ذلك الوقت، ولهذا كانت إحدى المدن الأربعة التي تكون فيها بطاركة النصارى هي: أنطاكية والقدس والإسكندرية ورومية ثم بعدها القسطنطينية.[5] يشير ابن كثير في تفسيره على سورة يس إلى رواية تحدد التلاميذ الثلاثة المرسلين وهم شمعون الصفا (سمعان بطرس) ويوحنا واسم الثالث بولس.[6]

لقد ربط عبد الله يوسف علي رواية القصة بوعظ بولس وبرنابا كما هو موصوف في أعمال الرسل.

## انظر ايضا
- مؤمن آل ياسين